# Torumanawa wahapuensis
Torumanawa wahapuensis är en rundmaskart som beskrevs av Yeates 1967. Torumanawa wahapuensis ingår i släktet Torumanawa och familjen Aporcelaimidae. Inga underarter finns listade i Catalogue of Life.